# Mittewald (Gemeinden Anras, Assling)
Mittewald, auch Mittewald an der Drau, ist ein Dorf im Tiroler Pustertal wie auch Ortschaft der Gemeinden Assling und Anras im Bezirk Lienz (Osttirol).

## Lage

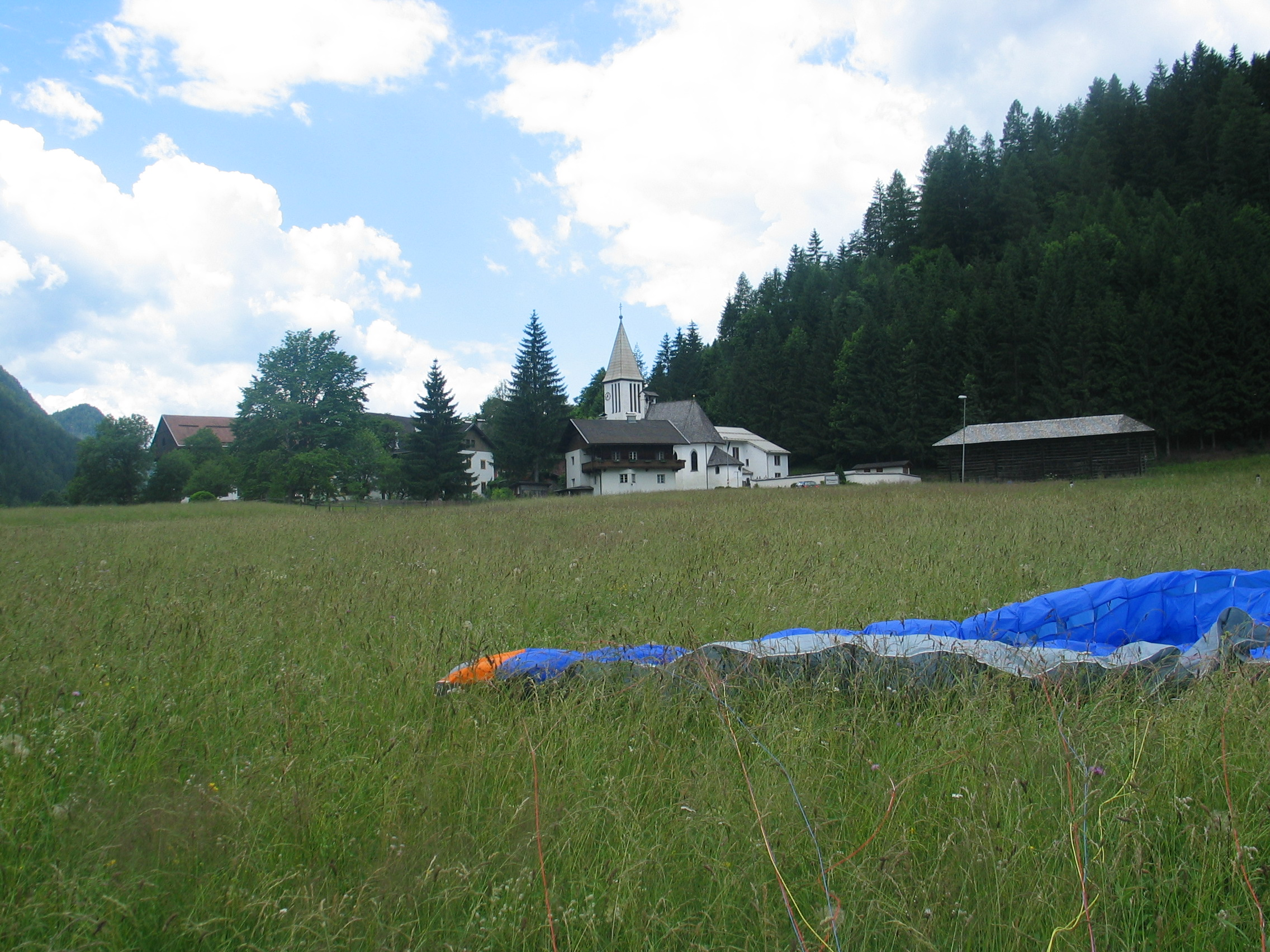
Mittewald, vom Osten

Der Ort liegt auf 880 m ü. A. Höhe am Talboden, je 3½ Kilometer zwischen den beiden Gemeindehauptorten Assling talauswärts und Anras taleinwärts (beide Orte liegen oberhalb auf der Talterrase).
Am Ort fließt der Fluss Drau vorbei. Der Kristeinbach mündet in Mittewald in die Drau. Er markiert die Grenze zwischen den Gemeinden Assling und Anras.
Der Großteil des Ortes liegt etwa 80 Tage im Jahr im Schatten.
Der Ort umfasst etwa 150 Gebäude und hat 353 Einwohner (Stand 1. Jänner 2024). Das Dorf Mittewald, mit gut der Hälfte der Einwohner, ist in die obere Siedlung, welche das Zentrum rund um die Pfarrkirche bildet, und die untere Siedlung gegliedert, letztere liegt einen halben Kilometer vom Ortszentrum Drauabwärts im Osten. Talaufwärts liegt auf der anderen Seite des Kristeinbachs der Anrasser Ortsteil, der sich ebenfalls über gut einen Kilometer erstreckt. Dieser Ortsteil ist in den letzten Jahren deutlich gewachsen.
Der Ort liegt am Südfuß der Villgratner Berge.
Zu Mittewald gehören im Gemeindegebiet Anras auch die Gölbnerblickhütte am Gölbner (2943 m ü. A.) oberhalb, und die Almen Vitunserkaser ober Anras, der Wieserkaser im Kristeinbachtal, sowie die Malicka-Alm und der Linderkaser am obersten Kristeinbach zwischen Gölbner und Paterskopf (2726 m ü. A.).
Talgegenüber liegt die Westflanke der Lienzer Dolomiten, mit dem Breitenstein (2304 m ü. A.), und dem Vorgrat von Rieder Höhe (1994 m ü. A.) und Nudlbichl (1906 m ü. A.).
| Unterried (O) Planitzen (O) (beide Gem. Anras) | St. Justina (O, Gem. Assling)               | Unterkosten (O Kosten) Herol (O) (beide Gem. Assling) |
| Margarethenbrücke (O, Gem. Anras)              | Kompassrose, die auf Nachbargemeinden zeigt | Thal-Wilfern (O, Gem. Assling)                        |
|                                                |                                             |                                                       |

Die Südseite des Tals (Schattseite) ist hier gänzlichen unbesiedelt.

## Geschichte
Die natürliche Grenze des Kristeinbaches war schon jeher von historischer Bedeutung. Sie markierte früher die Grenzen der Erzdiözese Salzburg und der Diözese Brixen.
Der westliche Teil wurde 1967 nach Assling eingemeindet, der Anraser Teil gehörte anfangs zu Ried. Die beiden eigenständigen Ortschaften bestehen seit 2001.

## Kultur und Sehenswürdigkeiten

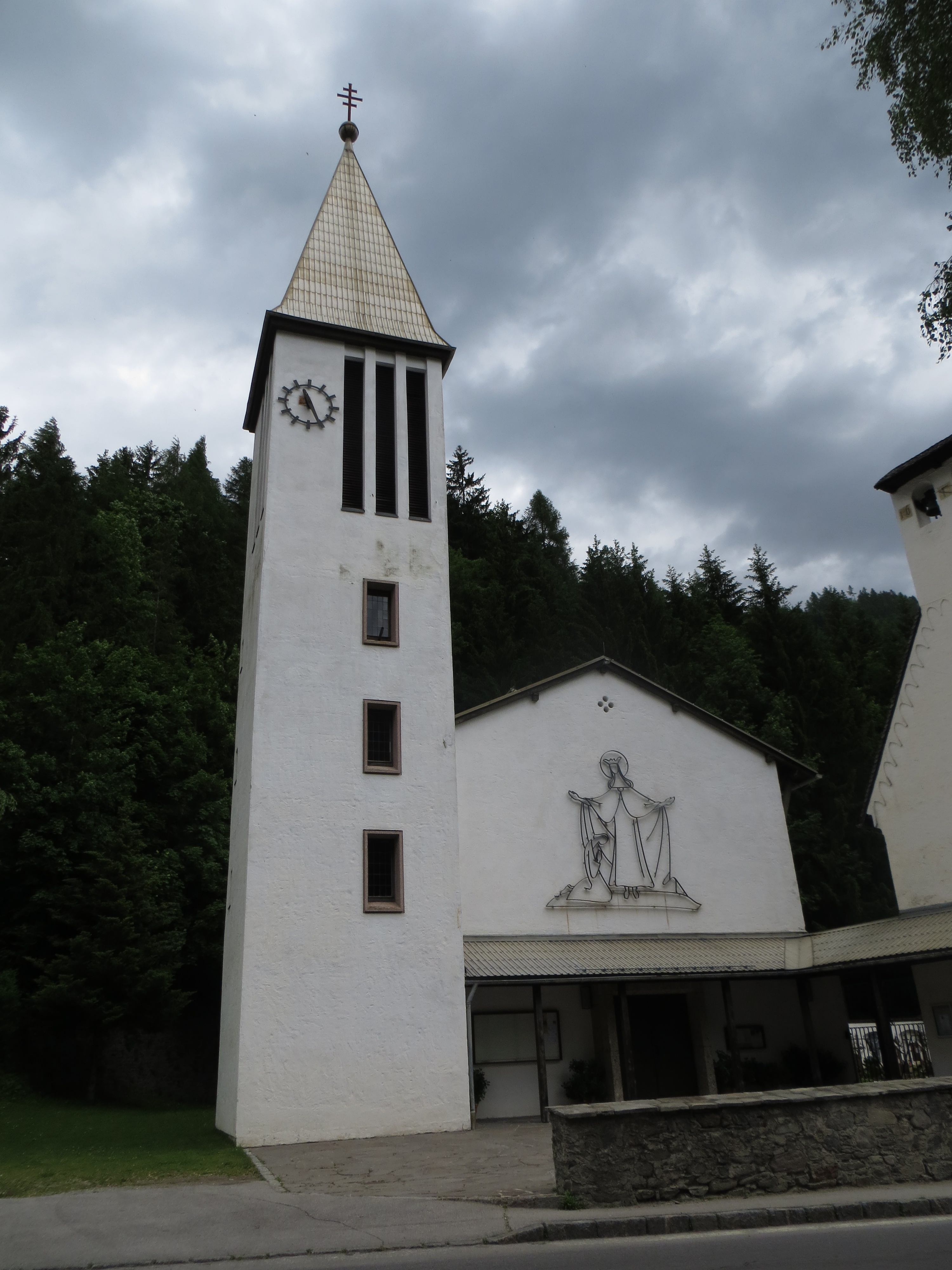
Pfarrkirche Mittewald an der Drau

Im Asslinger Ortsteil stehen die Alte Kirche Mittewald hl. Johannes der Täufer in einem Bauensemble mit der neuen Pfarrkirche Mittewald Mariä Unbefleckte Empfängnis.
Die Johanneskirche wurde von Hans Kempter dem Älteren gestiftet, welcher von 1545 bis 1633 lebte. Dieser wollte in Mittewald eine Messe feiern dürfen und bat den Brixener Fürstbischof, ein Gotteshaus errichten zu dürfen. So wurde 1602 mit dem Bau begonnen, die Kirche konnte bereits ein Jahr später geweiht werden.
Mit der ansteigenden Bevölkerungszahl reichte die Kirche für die Messfeiern nicht mehr aus. Aus diesem Grund wurde 1958 mit dem Bau der neuen Pfarrkirche begonnen. 1965 wurde Mittewald zum eigenständigen Pfarrvikariat und somit kirchlich von Assling getrennt.

## Bildung
Seit 1965 gibt es im Anraser Teil eine Volksschule mit rund 20 Schülern. Es besteht auch ein Kindergarten, in dem um die 10 Kinder untergebracht sind.